# Ronde van Spanje 2021/Vijfde etappe
De vijfde etappe van de Ronde van Spanje 2021 werd verreden op 18 augustus van Tarancón naar Albacete. Het betrof een vlakke etappe over 184,4 kilometer.

## Verloop
Deze etappe was een typische sprintersetappe; er ontstond vrij snel een kopgroep met de Spanjaarden Pelayo Sanchez, Oier Lazkano en Xabier Azparren. Zij kregen maximaal zeven minuten voorsprong en werden dankzij het werk van de sprintersploegen teruggehaald. De kans op waaiers maakten de favorieten alert. Met nog 21 kilometer te gaan waren alle koplopers bijgehaald en leek een sprint nabij. Op elf kilometer van de streep kwam een gedeelte van het peloton ten val, waarvan rodetruidrager Rein Taaramäe en Romain Bardet de belangrijkste slachtoffers waren. Renners die waren opgehouden door de valpartij kregen de kans om terug te keren in het peloton.
In de sprint was de leadout van Alpecin-Fenix perfect en daardoor pakte Jasper Philipsen overtuigend de zege; hierdoor nam hij de groene trui over van Fabio Jakobsen. Doordat Taaramäe tijd verloor vanwege de valpartij, nam Kenny Elissonde de leiderstrui van hem over.

## Uitslag
| Tarancón – Albacete (184,4 km) |                             |                                    |          |
| Plaats                         | Naam                        | Ploeg                              | Tijd     |
| Winnaar                        | Jasper Philipsen            | Alpecin-Fenix                      | 4u24'41" |
| 2                              | Fabio Jakobsen              | Deceuninck–Quick-Step              | z.t.     |
| 3                              | Alberto Dainese             | Team DSM                           | z.t.     |
| 4                              | Sebastián Molano            | UAE Team Emirates                  | z.t.     |
| 5                              | Piet Allegaert              | Cofidis                            | z.t.     |
| 6                              | Jon Aberasturi              | Caja Rural-Seguros RGA             | z.t.     |
| 7                              | Jordi Meeus                 | BORA-hansgrohe                     | z.t.     |
| 8                              | Riccardo Minali             | Intermarché-Wanty-Gobert Matériaux | z.t.     |
| 9                              | Reinardt Janse van Rensburg | Team Qhubeka NextHash              | z.t.     |
| 10                             | Arnaud Démare               | Groupama-FDJ                       | z.t.     |

| Algemeen klassement |                    |                    |           |
| Plaats              | Naam               | Ploeg              | Tijd      |
| Rode trui           | Kenny Elissonde    | Trek-Segafredo     | 17u33'57" |
| 2                   | Primož Roglič      | Team Jumbo-Visma   | + 5"      |
| 3                   | Lilian Calmejane   | AG2R-Citroën       | + 10"     |
| 4                   | Enric Mas          | Movistar Team      | + 20"     |
| 5                   | Miguel Ángel López | Movistar Team      | + 26"     |
| 6                   | Alejandro Valverde | Movistar Team      | + 32"     |
| 7                   | Giulio Ciccone     | Trek-Segafredo     | z.t.      |
| 8                   | Egan Bernal        | INEOS Grenadiers   | z.t.      |
| 9                   | Mikel Landa        | Bahrain-Victorious | + 44"     |
| 10                  | Gino Mäder         | Bahrain-Victorious | + 45"     |
|                     |                    |                    |           |
| 23                  | Wout Poels         | Bahrain-Victorious | + 1'51"   |
| 37                  | Steff Cras         | Lotto Soudal       | + 2'45"   |

## Nevenklassementen
| Puntenklassement |                  |                       |        |
| Plaats           | Naam             | Ploeg                 | Punten |
| Groene trui      | Jasper Philipsen | Alpecin-Fenix         | 131    |
| 2                | Fabio Jakobsen   | Deceuninck–Quick-Step | 130    |
| 3                | Arnaud Démare    | Groupama-FDJ          | 50     |
| 4                | Alex Aranburu    | Astana-Premier Tech   | 50     |
| 5                | Michael Matthews | Team BikeExchange     | 43     |

| Bergklassement        |                 |                                    |        |
| Plaats                | Naam            | Ploeg                              | Punten |
| Bolletjestrui (blauw) | Rein Taaramäe   | Intermarché-Wanty-Gobert Matériaux | 10     |
| 2                     | Kenny Elissonde | Trek-Segafredo                     | 7      |
| 3                     | Joe Dombrowski  | UAE Team Emirates                  | 6      |
| 4                     | Tobias Bayer    | Alpecin-Fenix                      | 5      |
| 5                     | Sepp Kuss       | Team Jumbo-Visma                   | 3      |
|                       |                 |                                    |        |
| 8                     | Sep Vanmarcke   | Israel Start-Up Nation             | 2      |

| Jongerenklassement |                  |                     |           |
| Plaats             | Naam             | Ploeg               | Punten    |
| Witte trui         | Egan Bernal      | INEOS Grenadiers    | 17u34'29" |
| 2                  | Gino Mäder       | Bahrain-Victorious  | + 13"     |
| 3                  | Aleksandr Vlasov | Astana-Premier Tech | + 16"     |
| 4                  | Juan Pedro López | Trek-Segafredo      | + 59"     |
| 5                  | Simon Carr       | EF Education-Nippo  | + 1'02"   |
|                    |                  |                     |           |
| 11                 | Steff Cras       | Lotto Soudal        | + 2'13"   |
| 40                 | Thymen Arensman  | Team DSM            | + 19'25"  |

| Ploegenklassement |                    |           |
| Plaats            | Ploeg              | Tijd      |
|                   | UAE Team Emirates  | 52u42'44" |
| 2                 | Movistar Team      | + 22"     |
| 3                 | Bahrain-Victorious | + 50"     |
| 4                 | Trek-Segafredo     | + 1'14"   |
| 5                 | INEOS Grenadiers   | + 1'15"   |

1e etappe ·
2e etappe ·
3e etappe ·
4e etappe ·
5e etappe ·
6e etappe ·
7e etappe ·
8e etappe ·
9e etappe ·
10e etappe ·
11e etappe ·
12e etappe ·
13e etappe ·
14e etappe ·
15e etappe ·
16e etappe ·
17e etappe ·
18e etappe ·
19e etappe ·
20e etappe ·
21e etappe
Startlijst · Eindstanden · Afbeeldingen